# 초병체육단
초병체육단은 조선민주주의인민공화국의 축구단이다. 2015시즌 조선민주주의공화국 1부리그에서 하부리그로 강등되었다고 알려져있다. 과거 한광성과 최성혁이 소속되어 있었다.